# São Luís do Curu
São Luís do Curu é um município brasileiro do estado do Ceará.

## História
As terras que margeiam o rio Curu eram habitadas pelos índios Anacé, Apuiaré e outras etnias de língua Tapuia.
Local que durante muito tempo foi área de fazenda para a criação de gado e plantação de algodão, desenvolveu-se como centro urbano com a construção da Estrada de Ferro de Itapipoca, a partir de 1920. Em 1920 por iniciativa particular foi inaugurado a capela de São Luis de Gonzaga, que depois de um longo processo de construção (1941-1952), foi transformada numa igreja matriz.
Neste local foram construídos dois estabelecimentos: uma casa destinada ao rancho de comboieiros e uma outra que era um posto telefônico. Em 1933, foi inaugurado uma estação de trem para passageiros.
Foi distrito de Uruburetama e Paracuru até 1951, quando este passou a ser município. Mas apesar de ter sido tornado município, São Luís do Curu continuou sendo governado por Uruburetama até 1955.
Em 2008, a prefeitura de São Luís do Curu, foi um dos palcos da Operação Antidesmonte do Ministério Público Estadual (MPE) e Tribunal de Contas dos Municípios (TCM), por gasto incorreto do dinheiro público.

## Etimologia
O topônimo São Luís do Curu é uma alusão a capelinha que foi construída à margem direita do rio Curu. Sua denominação original era Barracão, depois Uruburetama de São Luiz do Curu, Curu e desde 1951, São Luís do Curu.

## Geografia

### Clima
Tropical quente semiárido brando com pluviometria média de 985 mm com chuvas concentradas de fevereiro a maio.

### Hidrografia e recursos hídricos
As principais fontes de água fazem parte da bacia do rio Curu, sendo elas os riachos Buracão, Frios e outros tantos. A principal lagoa é a lagoa Mimosa. Existem ainda diversos pequenos açudes, poços e a adutora Apuiaré.

### Relevo e solos
As terras de fazem parte da Depressão Sertaneja. As principais elevações possuem altitudes entre 200 m acima do nível do mar. Os solos da região são podzólicos e aluviais.

### Vegetação
A caatinga arbustiva densa e a caatinga arbustiva aberta são predominante. Ainda encontra-se mata ciliar (floresta mista dicótilo-palmácea) ao longo do rio.

## Subdivisão
O município é composto pela sede do município dividida pelos bairros Centro, Coelce, Salgado, Swat, no entanto, não há limites exatos onde começam e terminam os seus limites. Há também a zona rural divida por comunidades diversas.

## Aspectos Socioeconômicos
A maior concentração populacional encontra-se na zona urbana. A sede do município dispõe de abastecimento de água, fornecimento de energia elétrica, serviço telefônico, agência de correios e telégrafos, hospital, pousadas e comércios em geral.
A partir de Fortaleza o acesso ao município, pode ser feito por via terrestre através da rodovia BR 222, Fortaleza/Sobral (Ceará). Além disso, a cidade é cortada por duas vias estaduais, a CE 163, que liga São Luis do Curu ao município vizinho de Trairi e a CE 162, que dá acesso aos municípios de Pentecoste ao sul e São Gonçalo do Amarante ao norte. As demais vilas, lugarejos, sítios e fazendas são acessíveis (com franco acesso durante todo o ano) através de estradas estaduais carroçáveis.
A economia local é baseada na agricultura: algodão, caju, cana-de-açúcar, mandioca, milho, feijão e outras frutas; pecuária: bovino, suíno e avícola.
O extrativismo vegetal também é uma fonte de renda, com a fabricação de carvão vegetal, extração de madeiras diversas para lenha e construção de cercas, além de atividades com oiticica e carnaúba. O artesanato de redes e bordados apresenta-se também como outra fonte de renda.
O turismo também é uma das fontes de renda, tendo como destaque o balneário véu das noivas, na localidade de Frios Açude, na divida com o município de Umirim, onde a válvula dispersora forma na parede do açude uma grande chuva na forma de véu de noiva.

## Cultura
O principal evento cultural é a Festa do Padroeiro: São Luís de Gonzaga (25 de junho).
O campeonato de férias do esporte Futsal é um evento cultural que lota o ginásio municipal principal de São Luís do Curu, reunindo até mesmo pessoas de municípios vizinhos como Croatá e Umirim. Tem como time mais importante de sua história o famoso "Gold Pell", que ganhou 6 títulos seguidos do campeonato. 
O evento esportivo conhecido como Primeiro de Maio (dia dos trabalhadores) é um evento esportivo e social realizado pela prefeitura de São Luís do Curu anualmente. Contando com diversas modalidades públicas à inscrição: Atletismo, Futsal, Basquete, Futebol, volêi e Ciclismo.
Há ainda a feira das comunidade, sempre realizada no segundo semestre de cada ano em um local previamente escolhido, quando é realizado um grande evento de integração social entre os residentes, com show de talentos, disputas esportivas, gincanas e venda de produtos e exposição dos artesanatos locais.

## Política
A política de São Luís do Curu, dos anos 90 até as eleições de 2020, tem como forças políticas as famílias Abreu e Ramalho, que rivalizam, influenciam e decidem os pleitos com seus apoios, ainda que controversos, sempre utilizando as cores amarela e vermelha, respectivamente. Após a eleição de 2016, vencida pela filha do ex-prefeito Henrique César do Nascimento Ramalho, Carolina de Araújo Ramalho, após período conturbado culminando com o seu afastamento cautelar pela justiça no ano de 2019 e posterior cassação pela Câmara Municipal, a pasta do executivo municipal foi assumida pelo atual prefeito, Francisco Cipriano de Almeida, conhecido por Chico Abreu, que despontou como força na política local, tendo sido reconduzido nas eleições de 2020 e passou a ser uma terceira força, utilizando a cor verde como símbolo.